# زیردریایی یو-۲۳۳۱
زیردریایی یو-۲۳۳۱ (به انگلیسی: German submarine U-2331) یک زیردریایی بود. این زیردریایی در سال ۱۹۴۴ ساخته شد.